# Maurawan
Maurawan é uma cidade e uma nagar panchayat no distrito de Unnao, no estado indiano de Uttar Pradesh.

## Geografia
Maurawan está localizada a 26° 26′ N, 80° 53′ L. Tem uma altitude média de 121 metros (396 pés).

## Demografia
Segundo o censo de 2001, Maurawan tinha uma população de 14,116 habitantes. Os indivíduos do sexo masculino constituem 52% da população e os do sexo feminino 48%. Maurawan tem uma taxa de literacia de 49%, inferior à média nacional de 59.5%: a literacia no sexo masculino é de 55% e no sexo feminino é de 42%. Em Maurawan, 15% da população está abaixo dos 6 anos de idade.